# Escource

Escource este o comună în departamentul Landes din sud-vestul Franței. În 2009 avea o populație de 599 de locuitori.

## Evoluția populației
| An        | 1975 | 1982 | 1990 | 1999 | 2006 | 2009 |
| --------- | ---- | ---- | ---- | ---- | ---- | ---- |
| Populație | 522  | 523  | 612  | 606  | 596  | 599  |